# Amastus conspicua
Amastus conspicua là một loài bướm đêm thuộc phân họ Arctiinae, họ Erebidae.